# Kobersdorf
Kobersdorf is een gemeente in de Oostenrijkse deelstaat Burgenland, gelegen in het district Oberpullendorf (OP). De gemeente heeft ongeveer 1800 inwoners.

## Geografie
Kobersdorf heeft een oppervlakte van 27,3 km². Het ligt in het uiterste oosten van het land.
Kadastrale gemeenten zijn Kobersdorf, Lindgraben en Oberpetersdorf.
Deutschkreutz · Draßmarkt · Frankenau-Unterpullendorf · Großwarasdorf · Horitschon · Kaisersdorf · Kobersdorf · Lackenbach · Lackendorf · Lockenhaus · Lutzmannsburg · Mannersdorf an der Rabnitz · Markt Sankt Martin · Neckenmarkt · Neutal · Nikitsch · Oberloisdorf · Oberpullendorf · Pilgersdorf · Piringsdorf · Raiding · Ritzing · Steinberg-Dörfl · Stoob · Unterfrauenhaid · Unterrabnitz-Schwendgraben · Weingraben · Weppersdorf
- Gemeinsame Normdatei: 4523435-8
- Nationale Bibliotheek van Tsjechië: ge732031
- Nationale Bibliotheek van Israël: 987007528337205171
- Virtual International Authority File: 155184849